# A legdrágább átigazolások listája a labdarúgásban

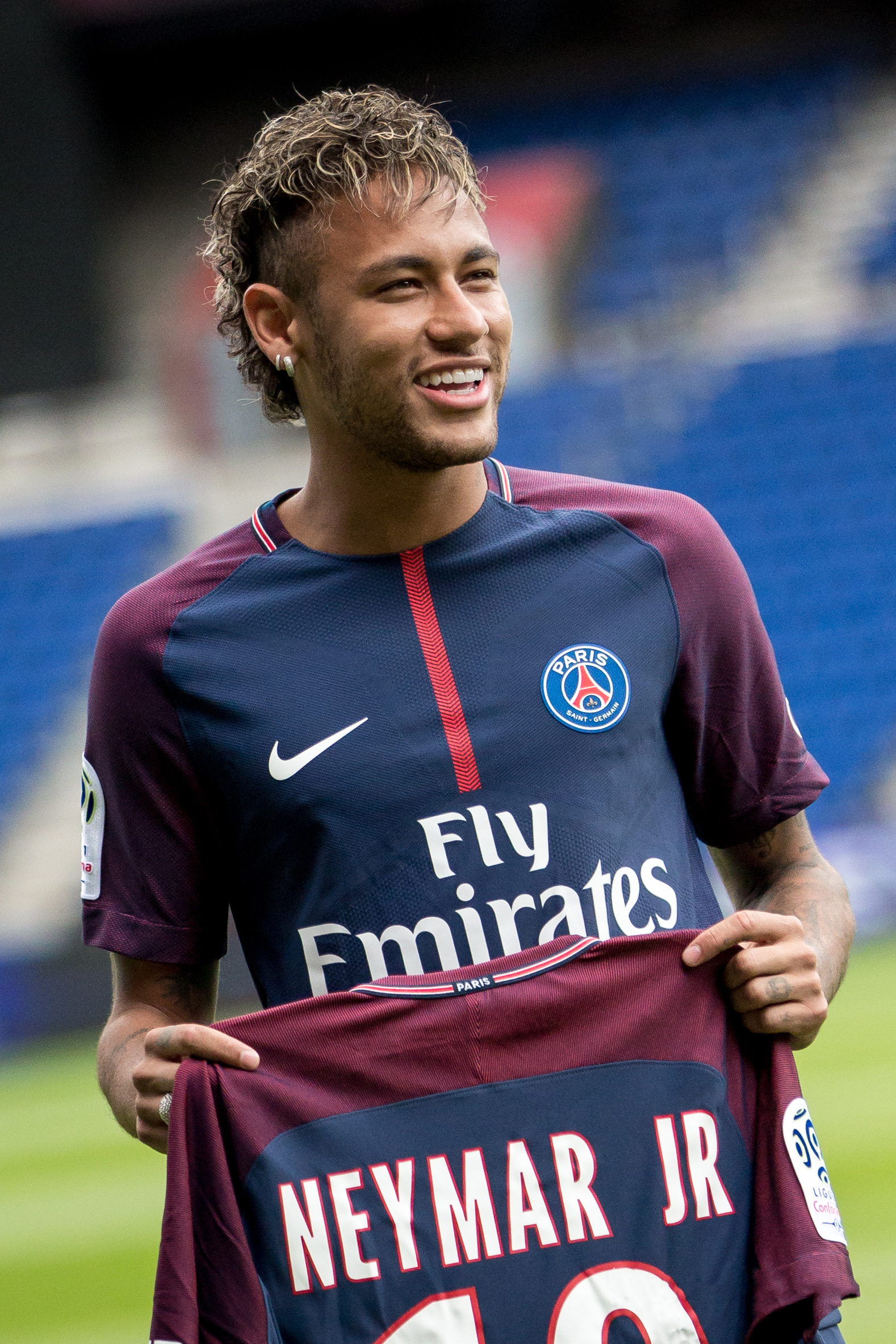
2017. augusztus 3-ai igazolásával Neymar, a brazil válogatott és a Paris Saint-Germain csatára lett a világ legdrágább játékosa. A francia klub eurót fizetett érte a Barcelonának

A szócikk a labdarúgás történetének legdrágább átigazolásait  tárgyalja, kezdetektől a napjainkig. 
Az alábbi táblázatban szerepelnek az adott időszaknak az aktuális nemzetközi átigazolási rekordjai. Az első hivatalosan feljegyzett rekord a skót Willie Groves nevéhez fűződik, aki a West Bromwich Albiontól szerződött az Aston Villához 1000 fontért 1893-ban. Ez mindössze nyolc évvel az Angol labdarúgó-szövetség 1885-ös megalapítását követően történt. Ezt követően több mint egy évtizednek kellett eltelnie, mire ez az összeg a tízszeresére emelkedett; 1928-ban már 10 890 font volt. A kezdeti időszakban az angol klubokra, illetve a Nagy-Britannia területéről származó játékosokra volt jellemző, hogy az adott kornak megfelelő új világcsúcsot jelentő összegekért szerződtek más klubhoz. Ez 1932-ben változott meg először, ekkor az argentin Bernabé Ferreyra váltott klubot, igaz hazáján belül. 1961-ben már 100 000, míg 1968-ban már ennek az összegnek a tízszerese jelentette a legnagyobb, labdarúgóért kifizetett összeget. Az ezt követő időszakban az olasz klubcsapatokra volt jellemző, hogy egyre nagyobb összegeket költöttek játékosvásárlásra, majd a 2000-es években a Galaktikus néven emlegetett Real Madrid évről évre fizetett ki egyre nagyobb összegeket egy-egy játékosért. A walesi Gareth Bale volt az első labdarúgó, akiért több mint 100 000 000 eurót fizettek. Az aktuális rekordot a brazil Neymar tartja, aki 2017 nyarán 222 200 000 euróért –  átszámítva 198 000 000 font – igazolt a spanyol Barcelónától a francia Paris Saint-Germain csapatához.
Minden idők legdrágább magyar játékosa Szoboszlai Dominik, akit 70 millió euróért igazolta le az angol Liverpool, 2023 nyarán. Ez a második alkalom volt, hogy a játékos megdöntötte a rekordot, miután két és fél évvel korábban az RB Leipzig igazolta le 20 millió euróért. Azt megelőzően kilenc évig Dzsudzsák Balázs tartotta a rekordot, ami előtt pedig több, mint két évtizedik Détári Lajos.

## A legdrágább igazolások
A listán szereplő legmagasabb értékű transzferek nagy része az Európai Labdarúgó-szövetség fennhatósága alá tartozó klubok, ezen belül pedig angol, spanyol, olasz és francia klubcsapatokhoz köthetőek. A 2010-es évek közepén néhány kínai klubcsapat több kimagasló díjú játékosvásárlást hajtott végre. Ezek mellett Neymar 2017-es Franciaországba igazolásának is nagy hatása volt játékosárakra, egyre több labdarúgó játékjoga került több, mint 100 millió euróba, ennek következtében a lista nagy részét a 2010-es és 2020-as években történt transzferek teszik ki. Kilenc átigazolás is 2023-ban történt az ötvenből, amely a legtöbb egy évben, ezt 2025 követi hét átigazolással.
A táblázatban a vásárlási összeg alapértelmezett helyzetben euróban van feltüntetve, a legtöbb európai országban ez a hivatalos fizetőeszköz. Az árfolyam-ingadozás miatt a fontban jelölt összegek ettől eltérnek. A lista az első ötven hivatalos átigazolási díjat tartalmazza.
Romelu Lukaku háromszor is szerepel a listán, mikor a Manchester United, az Internazionale és a Chelsea csapataihoz igazolt. Három játékos kétszer is szerepel a listán: Cristiano Ronaldo, Kai Havertz és Neymar. A listán szereplő valamennyi játékos európai (UEFA), dél-amerikai (CONMEBOL), észak-amerikai (CONCACAF) vagy afrikai (CAF) származású, jelenleg még nincs ázsiai (AFC) vagy óceániai (OFC) rekord a legdrágább ötven között.
2025. augusztus 9-től; a 2025-ös nyári átigazolási szezon közben.
| H  | Játékos             | Honnan                 | Hova                | Poszt       | Ár (M €) | Ár (M £) | Év   | Születési év | Forrás                      |
| -- | ------------------- | ---------------------- | ------------------- | ----------- | -------- | -------- | ---- | ------------ | --------------------------- |
| 1  | Neymar              | Barcelona              | Paris Saint-Germain | csatár      | €222     | £198     | 2017 | 1992         | [ 5 ]                       |
| 2  | Kylian Mbappé       | Monaco                 | Paris Saint-Germain | csatár      | €180     | £163     | 2018 | 1998         | [ 6 ]                       |
| 3  | Philippe Coutinho   | Liverpool              | Barcelona           | középpályás | €145     | £105     | 2018 | 1992         | [ 7 ]                       |
| 4  | Florian Wirtz       | Bayer Leverkusen       | Liverpool           | középpályás | €135     | £116     | 2025 | 2003         | [ 8 ]                       |
| 5  | Moisés Caicedo      | Brighton & Hove Albion | Chelsea             | középpályás | €133,7   | £115     | 2023 | 2001         | [ 9 ]                       |
| 6  | João Félix          | Benfica                | Atlético de Madrid  | csatár      | €126     | £114,1   | 2019 | 1999         | [ 10 ]                      |
| 7  | Enzo Fernández      | Benfica                | Chelsea             | középpályás | €121     | £106,8   | 2023 | 2001         | [ 11 ]                      |
| 8  | Antoine Griezmann   | Atlético de Madrid     | Barcelona           | csatár      | €120     | £107     | 2019 | 1991         | [ 12 ]                      |
| 9  | Jack Grealish       | Aston Villa            | Manchester City     | középpályás | €117     | £100     | 2021 | 1995         | [ 13 ]                      |
| 10 | Declan Rice         | West Ham United        | Arsenal             | középpályás | €116,3   | £100     | 2023 | 1999         | [ 14 ]                      |
| 11 | Romelu Lukaku       | Internazionale         | Chelsea             | csatár      | €115     | £97,5    | 2021 | 1993         | [ 15 ]                      |
| 12 | Ousmane Dembélé     | Borussia Dortmund      | Barcelona           | csatár      | €105     | £97      | 2017 | 1997         | [ 16 ] [ 17 ]               |
| 12 | Paul Pogba          | Juventus               | Manchester United   | középpályás | €105     | £89      | 2016 | 1993         | [ 18 ] [ 19 ] [ 20 ]        |
| 14 | Jude Bellingham     | Borussia Dortmund      | Real Madrid         | középpályás | €103     | £88,5    | 2023 | 2003         | [ 21 ] [ 22 ]               |
| 15 | Eden Hazard         | Chelsea                | Real Madrid         | csatár      | €100     | £89      | 2019 | 1991         | [ 23 ]                      |
| 15 | Cristiano Ronaldo   | Real Madrid            | Juventus            | csatár      | €100     | £88      | 2018 | 1985         | [ 24 ]                      |
| 15 | Gareth Bale         | Tottenham Hotspur      | Real Madrid         | csatár      | €100     | £86      | 2014 | 1989         | [ 25 ]                      |
| 15 | Harry Kane          | Tottenham Hotspur      | Bayern München      | csatár      | €100     | £86      | 2023 | 1993         | [ 26 ]                      |
| 19 | Antony              | Ajax                   | Manchester United   | csatár      | €95      | £81,3    | 2022 | 2000         | [ 27 ]                      |
| 20 | Cristiano Ronaldo   | Manchester United      | Real Madrid         | csatár      | €94      | £80      | 2009 | 1985         | [ 28 ] [ 29 ]               |
| 21 | Neymar              | Paris Saint-Germain    | el-Hilál            | csatár      | €93,2    | £80      | 2023 | 1992         | [ 30 ]                      |
| 22 | Joško Gvardiol      | RB Leipzig             | Manchester City     | hátvéd      | €90      | £77,6    | 2023 | 2002         | [ 31 ]                      |
| 22 | Gonzalo Higuaín     | Napoli                 | Juventus            | csatár      | €90      | £75,3    | 2016 | 1987         | [ 32 ] [ 33 ]               |
| 24 | Harry Maguire       | Leicester City         | Manchester United   | hátvéd      | €87      | £80      | 2019 | 1993         | [ 34 ]                      |
| 25 | Romelu Lukaku       | Everton                | Manchester United   | csatár      | €85      | £75      | 2017 | 1993         | [ 35 ] [ 36 ]               |
| 25 | Jadon Sancho        | Borussia Dortmund      | Manchester United   | középpályás | €85      | £73      | 2021 | 2000         | [ 37 ]                      |
| 27 | Virgil van Dijk     | Southampton            | Liverpool           | hátvéd      | €84,5    | £75      | 2018 | 1991         | [ 38 ]                      |
| 28 | Kai Havertz         | Bayer Leverkusen       | Chelsea             | középpályás | €84      | £72      | 2020 | 1999         | [ 39 ]                      |
| 29 | Luis Alberto Suárez | Liverpool              | Barcelona           | csatár      | €82,3    | £65      | 2014 | 1987         | [ 40 ]                      |
| 30 | Wesley Fofana       | Leicester City         | Chelsea             | hátvéd      | €82      | £72      | 2022 | 2000         | [ 41 ]                      |
| 31 | Romelu Lukaku       | Manchester United      | Internazionale      | csatár      | €80      | £74      | 2019 | 1993         | [ 42 ] [ 43 ] [ 44 ] [ 45 ] |
| 31 | Nicolas Pépé        | Lille                  | Arsenal             | csatár      | €80      | £72      | 2019 | 1995         | [ 46 ]                      |
| 31 | Kepa Arrizabalaga   | Athletic Bilbao        | Chelsea             | kapus       | €80      | £71,6    | 2018 | 1994         |                             |
| 31 | Lucas Hernández     | Atlético de Madrid     | Bayern München      | hátvéd      | €80      | £68      | 2019 | 1996         | [ 47 ]                      |
| 31 | Aurélien Tchouaméni | Monaco                 | Real Madrid         | középpályás | €80      | £69,4    | 2022 | 2000         | [ 48 ]                      |
| 36 | Hugo Ekitiké        | Eintracht Frankfurt    | Liverpool           | csatár      | €79      | £69      | 2025 | 2002         | [ 49 ]                      |
| 37 | Benjamin Šeško      | RB Leipzig             | Manchester United   | csatár      | €76,5    | £66,4    | 2025 | 2003         | [ 50 ] [ 51 ]               |
| 38 | Jhon Durán          | Aston Villa            | en-Naszr            | csatár      | €77      | £64      | 2025 | 2003         | [ 52 ] [ 53 ]               |
| 39 | Zinédine Zidane     | Juventus               | Real Madrid         | középpályás | €76      | £46,6    | 2001 | 1972         | [ 54 ] [ 55 ] [ 56 ]        |
| 40 | Ángel Di María      | Real Madrid            | Manchester United   | középpályás | €75,6    | £59,7    | 2014 | 1988         | [ 57 ] [ 58 ]               |
| 41 | Matthijs de Ligt    | Ajax                   | Juventus            | hátvéd      | €75      | £67,5    | 2019 | 1999         | [ 59 ] [ 60 ] [ 61 ]        |
| 41 | Frenkie de Jong     | Ajax                   | Barcelona           | középpályás | €75      | £65      | 2019 | 1997         | [ 62 ] [ 63 ]               |
| 41 | Rasmus Højlund      | Atalanta               | Manchester United   | csatár      | €75      | £65      | 2023 | 2003         | [ 64 ]                      |
| 41 | Bryan Mbeumo        | Brentford              | Manchester United   | csatár      | €75      | £65      | 2025 | 1999         | [ 65 ]                      |
| 41 | Victor Osimhen      | Napoli                 | Galatasaray         | csatár      | €75      | £65      | 2025 | 1998         | [ 66 ] [ 67 ]               |
| 41 | Julián Álvarez      | Manchester City        | Atlético de Madrid  | csatár      | €75      | £64,2    | 2024 | 2000         | [ 68 ]                      |
| 41 | Darwin Núñez        | Benfica                | Liverpool           | csatár      | €75      | £64      | 2022 | 1999         | [ 69 ]                      |
| 41 | James Rodríguez     | Monaco                 | Real Madrid         | középpályás | €75      | £63      | 2014 | 1991         | [ 70 ] [ 71 ] [ 72 ]        |
| 41 | Omar Marmús         | Eintracht Frankfurt    | Manchester City     | középpályás | €75      | £63      | 2025 | 1999         | [ 73 ]                      |
| 41 | Marc Cucurella      | Brighton & Hove Albion | Chelsea             | hátvéd      | €75      | £63      | 2022 | 1998         | [ 74 ]                      |
| 41 | Randal Kolo Muani   | Eintracht Frankfurt    | Paris Saint-Germain | csatár      | €75      | £62,4    | 2023 | 1998         | [ 75 ]                      |
| 41 | Kevin De Bruyne     | VfL Wolfsburg          | Manchester City     | középpályás | €75      | £55      | 2015 | 1991         | [ 76 ] [ 77 ]               |

1. 1 2 3 4  A játékos kivásárlási ára
2. ↑  2017-ben kölcsönben szerződtették, vásárlási kötelezettséggel
3. ↑  Az összeg 142 millió euróra emelkedhetett volna
4. ↑  Az összeg 105 millió fontra (közel 123 millió euróra) emelkedhet
5. ↑  Az összeg 145 millió euróra emelkedhet
6. ↑  Az összeg 110 millióra emelkedhetett volna. Mino Raiola 27 millió eurót keresett az egyezményből, a legtöbb, amit egy ügynök kapott a labdarúgás történetében.
7. ↑  Az összeg az eredeti 130%-ára emelkedhet (nagyjából €134 millió)
8. ↑  Az összeg 149 millió fontra emelkedhet
9. ↑  Az összeg 120 millió euróra emelkedhet
10. ↑  Az összeg 100 millió euróra emelkedhet
11. ↑  Az összeg 90 millió fontra emelkedhetett volna
12. ↑  Az összeg 78 millió fontra emelkedhet
13. ↑  Az összeg 100 millió euróra emelkedhet
14. ↑  Az összeg 91 millió euróra emelkedhet
15. ↑  Az összeg 85 millió euróra emelkedhet
16. ↑  Az összeg 150 milliárd líra volt, az átigazolás idején az árfolyam 1:1936,27 volt
17. ↑  Az összeg 86 millió euróra emelkedhet
18. ↑  Az összeg 73 millió fontra emelkedhet
19. ↑  Az összeg 70 millió fontra emelkedhet
20. ↑  Az összeg 95 millió euróra emelkedhet
21. ↑  Az összeg 85 millió fontra emelkedhet
22. ↑  Az összeg 90 millió euróra emelkedhet.

## Történeti áttekintés
Az első játékos, akiért több, mint 100 fontot utaltak át, a skót Willie Groves. A West Bromwich Albion csatára Jack Reynoldsszal együtt igazolt az Aston Villához 1893-ban, nyolc évvel az Angol labdarúgó-szövetség megalapítása és a profizmus bevezetését követően. Mindössze tizenkét év telt el, amikor ennek az összegnek a tízszeresét, 1000 fontot fizetett Alf Common játékjogáért, a Middlesbrough a Sunderlandtól vásárolta meg a támadót.
Csak 1928-ban került sor az első öt számjegyű kifizetésre. Herbert Chapman, a szövetség akkori vezetője maga működött közre, hogy David Jack a Bolton Wandererstől az Arsenalhoz igazolhasson.  Végül az új világrekordot jelentő átigazolási díj 10 890 font lett. Annak ellenére sikerült a megegyezést létre hozni, hogy a Bolton eredetileg 13 000 fontot kért, ami a duplája volt az akkori, 6500 fontos rekordnak, amit a Burnley fizetett ki Bob Kellyért.

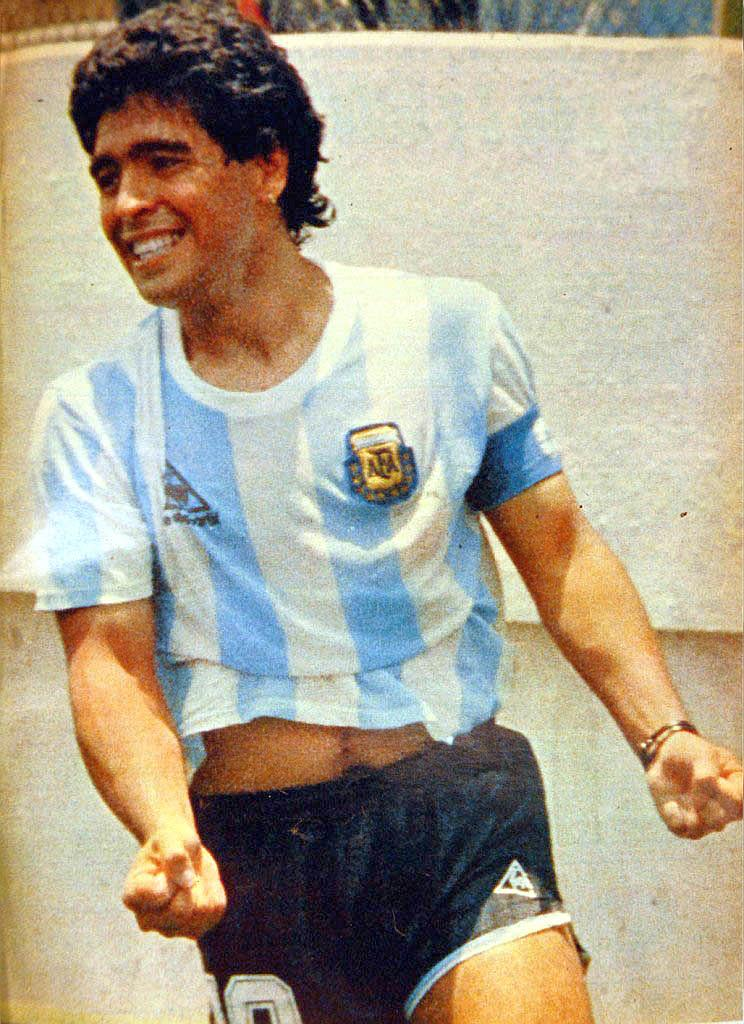
Diego Maradona, David Jack és Ronaldo az a három játékos, akik kétszer is világrekordot jelentő összegért váltottak klubot.

Az első olyan játékos, akit rekordösszegért igazoltak át, és nem Nagy-Britannia területéről származott, az argentin Bernabé Ferreyra volt. Az erőteljes rúgásairól ismert labdarúgót a River Plate szerződtette a Tigre csapatától 23 000 fontért 1932-ben. Ez a rekord mindmáig a leghosszabb időn át, 17 évig tartott, ekkor Johnny Morris szerződött a Manchester Unitedtől a Derby County-hoz 1949. március 24-én. 1961-ben a későbbi aranylabdás Luis Suárez Miramontes igazolt át a Barcelonától az Internazionáléhoz. Ő volt az első játékos, akiért több, mint 100 000 fontot fizettek.
1968-ban a Juventus több mint 500 000 fontot fizetett a Varese csapatának Pietro Anastasiért, majd hét évvel később Giuseppe Savoldi lett az első játékos, akiért több mint 1 000 000 fontot fizettek, amikor a Bolognától a Napolihoz igazolt.
A labdarúgás történetének második olyan játékosa, aki két alkalommal is rekordösszegért váltott klubot, az argentin Diego Maradona volt. Előbb a Barcelona fizetett érte 3 000 000 fontot a Boca Junioersnak 1982-ben, majd a katalánoknak 1984-ben a Napoli már három millióval ennél is többet. A harmadik ilyen játékos a brazil Ronaldo, akiért a Barcelona 1996-ban 13 200 000 fontot fizetett a holland PSV Eindhovennek, majd egy évvel később az Internazionale ezt az összeget is túllicitálva 19 500 000 fontért vette meg a későbbi aranylabdás csatárt.
1992-ben 60 nap alatt háromszor is új rekord született, mindhárom üzlet olasz klubhoz köthető. Jean-Pierre Papin az Olympique de Marseille-től került az AC Milanhoz, ő lett az első akiért 10 000 000 fontot kifizettek. A Juventus szinte azonnal megdöntötte ezt a rekordot, miután 12 000 000 fontot fizetett Gianluca Vialli aláírásáért a Sampdoriának. Ezt követően a Milan Gianluigi Lentinit egy millió fonttal többet fizetve szerződtette az Torinótól. Ez a rekord három évig állt fenn.
Alan Shearer 1996-ban 15 000 000 fontért írt alá, és szerződött a Newcastle Unitedhez a Blackburn Rovershez. Ronaldo az ezt követő évben igazolt Milánóba, majd 1998-ban Denílsonért 21 000 000 fontot fizetett a Real Betis a São Paulónak.
1999-ben, majd 2000-ben is egy olasz klub döntött rekordot. Előbb Christian Vieri átigazolásakor fizette az Internazionale 28 000 000 fontot, majd egy évvel később a Lazio az AC Parma csapatának 30 000 000 fontot. Ez utóbbi átigazolás arra ösztökélte a BBC-t, hogy feltegye a kérdést; "Megőrült a világ"? Két hét telt el és ez a rekord is megdőlt, miután Luís Figo egy nagy vihart kiváltó, azóta is emlékezetes tarnszfert követően a Barcelonától az ősi rivális Real Madridhoz igazolt 37 000 000 fontért. Egy évvel később a francia Zinédine Zidane aláírásáért 48 000 000 fontot fizetett a Real Madrid a Juventusnak.
Zidane rekordja nyolc évig élt, ami a leghosszabb időszak volt az 1940-es évek óta. A Real Madrid az ezt követő időszakban vásárolta meg az adott évek legjobbjait, ezt az időszakot nevezték Galaktikusoknak a spanyol csapat történelmében. 2009-ben a brazil Kakát igazolták le 67 000 000 millió euróért. Ezt a csúcsot a portugál Cristiano Ronaldo átigazolása döntötte meg ugyanabban az átigazolási szezonban, amikor a Manchester Unitedtől 88 000 000 millió fontért, átszámítva 96 000 000 millió euróért igazolták le az akkori aranylabdás támadót.  Négy évvel később ugyancsak a Real Madrid döntötte meg az új csúcsot, a walesi Gareth Bale-t hozzávetőlegesen 100 000 000 millió euróért. A spanyolok egy ideig ragaszkodtak ahhoz, hogy kevesebbet fizettek a Tottenham Hotspur szélsőéért, de később elismerték a kifizetett összeg valódiságát. A Football Leaks weboldal által 2016-ban kiszivárogtatott információk szerint a teljes átigazolási összeg 100 759 418 millió euró volt. 2016-ban a Manchester United a francia Paul Pogbát 105 000 000 millió euróért igazolta le a Juventustól, négy évvel azt követően, hogy ingyen engedte el a saját nevelésű középpályását a torinóiakhoz.
Egy évvel a Pogba-üzletet követően a rekordösszeg mértékében jelentős ugrás következett be. A Paris Saint-Germain kifizette a Barcelonának a brazil Neymar 222 000 000 millió eurós – mintegy 198 000 000 millió font – kivásárlási árát. Ez volt az első alkalom, hogy egy francia klub bonyolította le a rekordot jelentő üzletet.

### Az átigazolási rekordösszeg fejlődése
A táblázatban szereplő összegek 1999 előtt angol fontban, azt követően euróban vannak feltüntetve.
| Év   | Játékos           | Eladó klub           | Vásárló klub        | Ár (£)      | Ár (€)      | Százalékos növekedés az előző rekordösszeghez képest (+ %) |
| ---- | ----------------- | -------------------- | ------------------- | ----------- | ----------- | ---------------------------------------------------------- |
| 1893 | Willie Groves     | West Bromwich Albion | Aston Villa         | 100         | –           | N/A                                                        |
| 1903 | Ben Green         | Barnsley             | Small Heath         | 500         | –           | 400                                                        |
| 1904 | Andy McCombie     | Sunderland           | Newcastle United    | 700         | –           | 40                                                         |
| 1905 | Alf Common        | Sunderland           | Middlesbrough       | 1,000       | –           | 42                                                         |
| 1913 | Daniel Shea       | West Ham United      | Blackburn Rovers    | 2,000       | –           | 100                                                        |
| 1913 | Tommy Barber      | Bolton Wanderers     | Aston Villa         | 2,000       | –           | 0                                                          |
| 1914 | Percy Dawson      | Heart of Midlothian  | Blackburn Rovers    | 2,500       | –           | 25                                                         |
| 1920 | David Jack        | Plymouth Argyle      | Bolton Wanderers    | 3,500       | –           | 40                                                         |
| 1922 | Syd Puddefoot     | West Ham United      | Falkirk             | 5,000       | –           | 43                                                         |
| 1922 | Warney Cresswell  | South Shields        | Sunderland          | 5,500       | –           | 8                                                          |
| 1925 | Bob Kelly         | Burnley              | Sunderland          | 6,500       | –           | 18                                                         |
| 1928 | David Jack        | Bolton Wanderers     | Arsenal             | 10,890      | –           | 68                                                         |
| 1932 | Bernabé Ferreyra  | Tigre                | River Plate         | 23,000      | –           | 111                                                        |
| 1949 | Johnny Morris     | Manchester United    | Derby County        | 24,000      | –           | 4                                                          |
| 1949 | Eddie Quigley     | Sheffield Wednesday  | Preston North End   | 26,500      | –           | 10                                                         |
| 1950 | Trevor Ford       | Aston Villa          | Sunderland          | 30,000      | –           | 13                                                         |
| 1951 | Jackie Sewell     | Notts County         | Sheffield Wednesday | 34,500      | –           | 15                                                         |
| 1952 | Hans Jeppson      | Atalanta             | Napoli              | 52,000      | –           | 51                                                         |
| 1954 | Juan Schiaffino   | Peñarol              | Milan               | 72,000      | –           | 38                                                         |
| 1957 | Omar Sívori       | River Plate          | Juventus            | 93,000      | –           | 29                                                         |
| 1961 | Luis Suárez       | Barcelona            | Internazionale      | 152,000     | –           | 63                                                         |
| 1963 | Angelo Sormani    | Mantova              | Roma                | 250,000     | –           | 64                                                         |
| 1967 | Harald Nielsen    | Bologna              | Internazionale      | 300,000     | –           | 20                                                         |
| 1968 | Pietro Anastasi   | Varese               | Juventus            | 500,000     | –           | 67                                                         |
| 1973 | Johan Cruijff     | Ajax                 | Barcelona           | 922,000     | –           | 84                                                         |
| 1975 | Giuseppe Savoldi  | Bologna              | Napoli              | 1,200,000   | –           | 30                                                         |
| 1976 | Paolo Rossi       | Juventus             | Vicenza             | 1,750,000   | –           | 46                                                         |
| 1982 | Diego Maradona    | Boca Juniors         | Barcelona           | 3,000,000   | –           | 71                                                         |
| 1984 | Diego Maradona    | Barcelona            | Napoli              | 5,000,000   | –           | 67                                                         |
| 1987 | Ruud Gullit       | PSV Eindhoven        | Milan               | 6,000,000   | –           | 20                                                         |
| 1990 | Roberto Baggio    | Fiorentina           | Juventus            | 8,000,000   | –           | 33                                                         |
| 1992 | Jean-Pierre Papin | Marseille            | Milan               | 10,000,000  | –           | 25                                                         |
| 1992 | Gianluca Vialli   | Sampdoria            | Juventus            | 12,000,000  | –           | 20                                                         |
| 1992 | Gianluigi Lentini | Torino               | Milan               | 13,000,000  | –           | 8                                                          |
| 1996 | Ronaldo           | PSV Eindhoven        | Barcelona           | 13,200,000  | –           | 2                                                          |
| 1996 | Alan Shearer      | Blackburn Rovers     | Newcastle United    | 15,000,000  | –           | 14                                                         |
| 1997 | Ronaldo           | Barcelona            | Internazionale      | 19,500,000  | –           | 30                                                         |
| 1998 | Denílson          | São Paulo            | Real Betis          | 21,500,000  | –           | 10                                                         |
| 1999 | Christian Vieri   | Lazio                | Internazionale      | 32,000,000  | 49,000,000  | 49                                                         |
| 2000 | Hernán Crespo     | Parma                | Lazio               | 35,500,000  | 55,000,000  | 11                                                         |
| 2000 | Luís Figo         | Barcelona            | Real Madrid         | 37,000,000  | 62,000,000  | 4                                                          |
| 2001 | Zinédine Zidane   | Juventus             | Real Madrid         | 46,600,000  | 77,500,000  | 26                                                         |
| 2009 | Kaká              | Milan                | Real Madrid         | 56,000,000  | 67,000,000  | 20                                                         |
| 2009 | Cristiano Ronaldo | Manchester United    | Real Madrid         | 80,000,000  | 94,000,000  | 43                                                         |
| 2013 | Gareth Bale       | Tottenham Hotspur    | Real Madrid         | 86,000,000  | 100,800,000 | 8                                                          |
| 2016 | Paul Pogba        | Juventus             | Manchester United   | 89,000,000  | 105,000,000 | 3                                                          |
| 2017 | Neymar            | Barcelona            | Paris Saint-Germain | 198,000,000 | 222,000,000 | 125                                                        |

### Statisztika országonkénti bontásban
| Ország        | Rekordátigazolásért elkelt játékos | Rekord értékesítés | Rekord vásárlás |
| ------------- | ---------------------------------- | ------------------ | --------------- |
| Anglia        | 16                                 | 20                 | 19              |
| Olaszország   | 8                                  | 14                 | 18              |
| Argentína     | 5                                  | 3                  | 1               |
| Brazília      | 5                                  | 1                  | 0               |
| Franciaország | 3                                  | 1                  | 1               |
| Skócia        | 3                                  | 2                  | 1               |
| Hollandia     | 2                                  | 3                  | 0               |
| Wales         | 2                                  | 0                  | 0               |
| Portugália    | 2                                  | 0                  | 0               |
| Spanyolország | 1                                  | 5                  | 9               |
| Uruguay       | 1                                  | 1                  | 0               |
| Dánia         | 1                                  | 0                  | 0               |
| Svédország    | 1                                  | 0                  | 0               |

### Statisztika szövetségekre bontva
| Szövetség | Legdrágább játékos | Honnan            | Hova                | Pozíció     | Ár (M €) | Ár (M £) | Év   | For.    |
| --------- | ------------------ | ----------------- | ------------------- | ----------- | -------- | -------- | ---- | ------- |
| CONMEBOL  | Neymar             | Barcelona         | Paris Saint-Germain | csatár      | €222     | £200     | 2017 | [ 5 ]   |
| UEFA      | Kylian Mbappé      | Monaco            | Paris Saint-Germain | csatár      | €180     | £163     | 2018 | [ 6 ]   |
| CAF       | Nicolas Pépé       | Lille             | Arsenal             | csatár      | €80      | £72      | 2019 | [ 124 ] |
| CONCACAF  | Christian Pulisic  | Borussia Dortmund | Chelsea             | középpályás | €64      | £57,6    | 2019 | [ 125 ] |
| AFC       | Kim Mindzse        | Napoli            | Bayern München      | hátvéd      | €50      | £43      | 2023 | [ 126 ] |
| OFC       | Chris Wood         | Burnley           | Newcastle United    | csatár      | €29      | £25      | 2022 | [ 127 ] |

### Összesített átigazolási összegek
Az alábbi labdarúgókra költötték el a legtöbb pénzt klubjaik.
| Játékos           | Átigazolások | Átigazolási díj összesen (€ mll) |
| ----------------- | ------------ | -------------------------------- |
| Neymar            | 3            | €400                             |
| Romelu Lukaku     | 9            | €369,22                          |
| Cristiano Ronaldo | 5            | €247                             |
| Ousmane Dembélé   | 3            | €233                             |
| João Félix        | 5            | €225,7                           |
| Álvaro Morata     | 9            | €213                             |
| Antoine Griezmann | 4            | €206                             |
| Matthijs de Ligt  | 3            | €197,5                           |
| Matheus Cunha     | 5            | €192,2                           |
| Darwin Núñez      | 4            | €184                             |

## A legdrágább labdarúgók Magyarországon

### Nemzetközi összehasonlításban

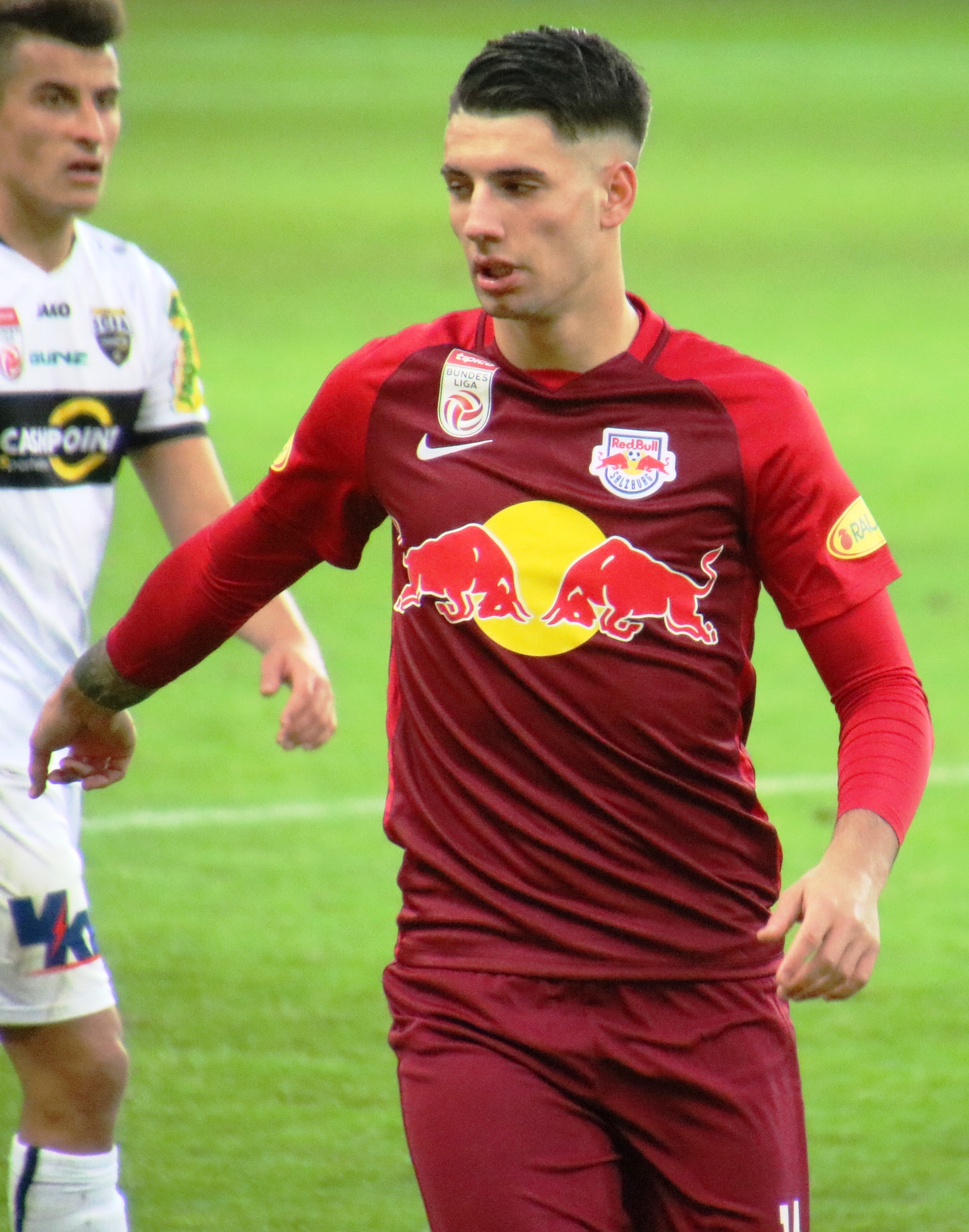
Szoboszlai Dominik a Salzburgban

Magyarországon nem sokkal a rendszerváltást megelőző évektől engedélyezték a labdarúgók legálisan külföldre szerződését. A Ferencváros válogatott hátvédje, Bálint László 1979-ben külön engedéllyel igazolt a belga Club Brugge csapatához, így ő lett az első hivatalosan külföldre szerződött magyar labdarúgó a második világháborút követően. Détári Lajos sokáig a legdrágább magyar labdarúgónak számított, 1988-ban 18 000 000 márkáért – 522 000 000 forint – igazolta le a német Eintracht Frankfurttól a görög Olimbiakósz. A 2000-es években több játékos szerződött nyugati bajnokságban, 2004-ben Gera Zoltán az angol West Bromwich Albion csapatához igazolt, a birminghami csapat 1 500 000 fontot fizetett érte, amivel akkor a legdrágább magyar labdarúgónak számított. Az ezt követő években Halmosi Péter és Huszti Szabolcs tudott jelentősebb összegért klubot váltani. Előbbi játékos 2008-ban igazolt az akkor angol másodosztályú Plymouth Argyle-től klubrekordot jelentő 2 500 000 euróért az élvonalban szereplő Hull City-hez, míg Husztit 2009-ben a német Hannovertől szerződtette a nem sokkal korábban UEFA-kupát nyert orosz Zenyit 3 000 000 euró ellenében. A következő magyar vonatkozású rekordigazolás Dzsudzsák Balázs Anzsi Mahacskalához történő igazolása volt. A dagesztáni klub 14 000 000 eurót fizetett a magyar szélsőért a holland PSV Eindhovennek. Dzsudzsák 2012-ben, saját rekordját megdöntve, 19 000 000 euróért cserébe írt alá az orosz Gyinamo Moszkvához. 2019 nyarán Nagy Ádámot 2,5 millió euróért cserébe szerződtette az angol Bristol City a Bolognától. Ötmillió eurót megközelítő összegért még Gulácsi Péter, Sallai Roland és Kádár Tamás tudott klubot váltani a 2010-es évek végén, illetve 2020 januárjában. 2020. december 17-én a RB Leipzig húszmillió eurót fizetett a Salzburgnak Szoboszlai Dominik játékjogáért, aki így a legdrágább magyar labdarúgó lett. A Liverpool 2023-as 70 millió eurós átigazolásával a rekord ismét megdőlt. 2025. június 26-án a Liverpool 40 millió fontot (40 millió eurót) fizetett Kerkez Milos játékjogáért a Bournemouth-nak, aki így a második legdrágább magyar labdarúgó lett.
| Játékos            | Eladó csapat        | Vásárló csapat       | Átigazolási összeg |
| ------------------ | ------------------- | -------------------- | ------------------ |
| Szoboszlai Dominik | RB Leipzig          | Liverpool            | 70 000 000 euró    |
| Kerkez Milos       | AFC Bournemouth     | Liverpool            | 45 000 000 euró    |
| Szoboszlai Dominik | Red Bull Salzburg   | RB Leipzig           | 20 000 000 euró    |
| Dzsudzsák Balázs   | Anzsi Mahacskala    | Gyinamo Moszkva      | 19 000 000 euró    |
| Kerkez Milos       | AZ Alkmaar          | AFC Bournemouth      | 17 900 000 euró    |
| Dzsudzsák Balázs   | PSV Eindhoven       | Anzsi Mahacskala     | 14 000 000 euró    |
| Détári Lajos       | Eintracht Frankfurt | Olympiakosz Pireusz  | 8 700 000 euró     |
| Szalai Ádám        | Mainz 05            | Schalke 04           | 8 000 000 euró     |
| Szalai Ádám        | Schalke 04          | Hoffenheim           | 6 000 000 euró     |
| Sallai Roland      | SC Freiburg         | Galatasaray          | 6 000 000 euró     |
| Sallai Roland      | APÓEL               | Freiburg             | 4 500 000 euró     |
| Kádár Tamás        | Dinamo Kijev        | Santung Luneng       | 4 000 000 euró     |
| Huszti Szabolcs    | Hannover            | Zenyit Szentpétervár | 3 000 000 euró     |
| Gulácsi Péter      | Red Bull Salzburg   | RB Leipzig           | 3 000 000 euró     |
| Nikolics Nemanja   | Legia Varsó         | Chicago Fire         | 3 000 000 euró     |
| Halmosi Péter      | Plymouth Argyle     | Hull City            | 2 500 000 euró     |
| Nagy Ádám          | Bologna             | Bristol City         | 2 500 000 euró     |
| Gera Zoltán        | Ferencvárosi TC     | West Bromwich Albion | 1 500 000 font     |
| Pécsi Ármin        | Puskás Akadémia     | Liverpool            | 1 500 000 font     |

### A magyar bajnokságban

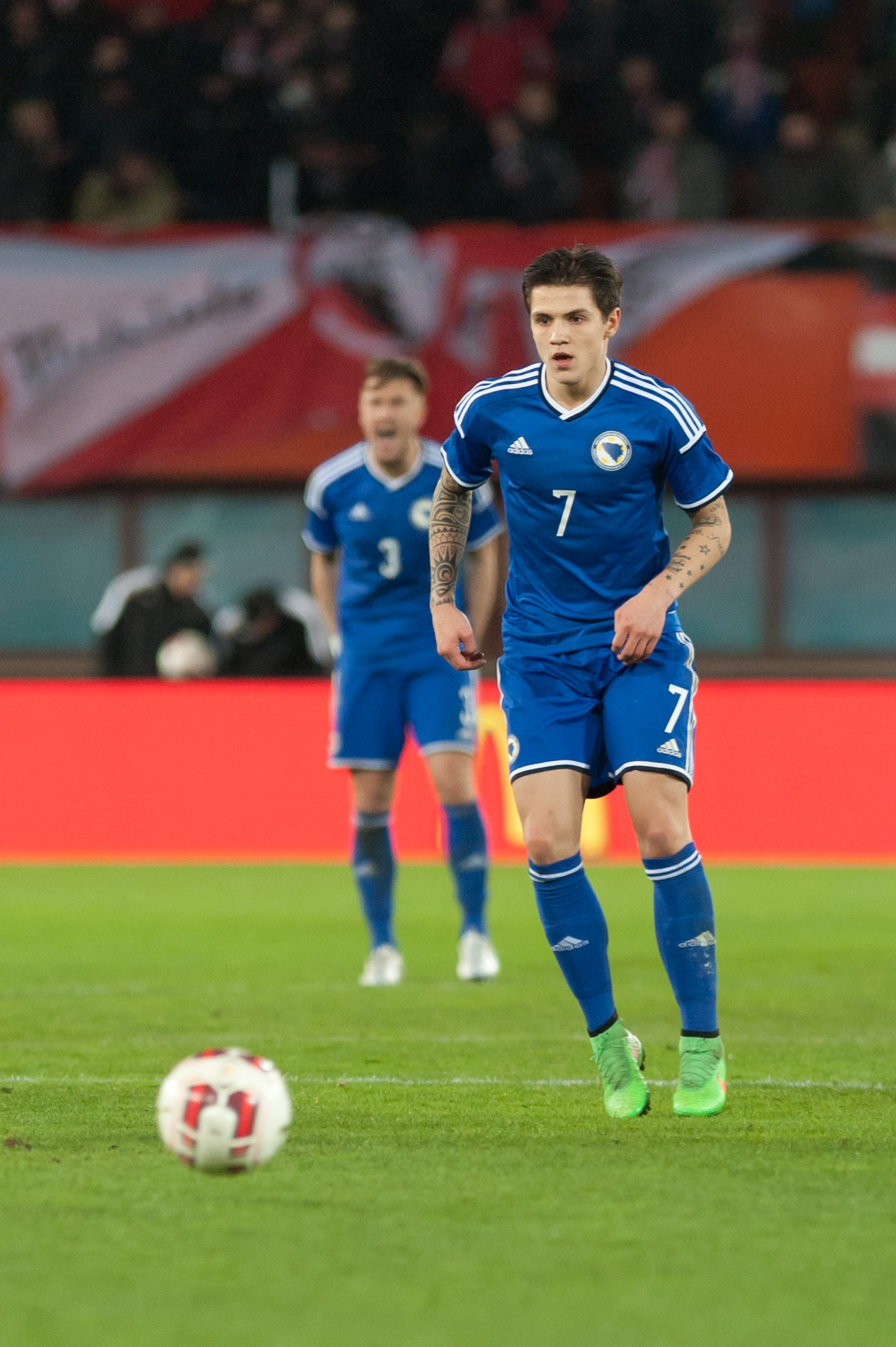
Muhamed Bešić a bosnyák válogatottban

A magyar élvonalból ritkábban szerződnek színvonalas bajnokságba magyar vagy légiósként itt szereplő labdarúgók, de a 2000-es és 2010-es években a magyar labdarúgóklubok is adtak el játékost nagyobb összegért. A rekordot a Ferencváros bosnyák válogatott játékosa, Muhamed Bešić tartja, akiért 2014-ben, miután jó játékot mutatva részt vett az az évi világbajnokságon, 4 800 000 eurót fizetett az angol Everton. Őt követi Németh Krisztián Liverpoolhoz történő igazolása, érte 3 700 000 eurót fizetett 2007 tavaszán az angol klub az MTK-nak. Gera Zoltán és Dzsudzsák Balázs külföldre szerződésekor szintén komoly összeget kapott az őket értékesítő Ferencváros és DVSC, de további jelentős átigazolás volt 2016-ban a debreceni Balogh Norbert, akiért 2 200 000 eurót fizetett az olasz US Palermo. A tíz legdrágább átigazolást tartalmazó lista második felében található még légiós és magyar labdarúgó egyaránt, az Újpest hazai szinten jelentős összegért értékesítette Mbaye Diagne játékjogát is, akit a kínai Tiencsin Teda vett meg 2016 februárjában 1 900 000 euróért. A 2010-es évek második felében a ferencvárosi Nagy Ádám és az újpesti Enisz Bardi váltott klubot nemzetközi szinten is jelentősnek tekinthető összegért cserébe. Schäfer Andrást az olasz Genoa egymillió euróért szerződtette az MTK-tól 2019 januárjában. 2022 januárjában Myrto Uzuni 3,5 millió euróért cserébe szerződött a Ferencvárostól a spanyol Granadához, Vancsa Zalánért pedig 3 millió eurót fizetett a belga Lommel. 2023 nyarán az Eintracht Frankfurt 4,5 millió euróért szerződtette Lisztes Krisztiánt, míg egy évvel később a Ferencváros brazil játékosa, Marquinhos szerződött 5 millió euró ellenében az orosz Szpartak Moszkvához. Ugyancsak 2024 nyarán Tóth Balázs 1,2 millió euró ellenében lett a Blackburn Rovers játékosa. A Ferencváros nemcsak az eladott játékosokat, hanem a megvásárolt játékosokért kifizetett díjakat tekintve is rekordtartó a magyar NB I-ben; a brazil Matheus Saldanha 3 millió euró ellenében igazolt 2024 nyarán az Partizantól a zöld-fehér csapathoz. Egy évvel később Pécsi Ármin 1,5 millió fontért cserébe igazolt a Puskás Akadémiától a Liverpoolhoz.
| Játékos            | Eladó csapat    | Vásárló csapat          | Átigazolási összeg |
| ------------------ | --------------- | ----------------------- | ------------------ |
| Marquinhos         | Ferencvárosi TC | Szpartak Moszkva        | 5 000 000 euró     |
| Muhamed Bešić      | Ferencvárosi TC | Everton                 | 4 800 000 euró     |
| Lisztes Krisztián  | Ferencvárosi TC | Eintracht Frankfurt     | 4 500 000 euró     |
| Myrto Uzuni        | Ferencvárosi TC | Granada                 | 3 500 000 euró     |
| Vancsa Zalán       | MTK             | Lommel                  | 3 000 000 euró     |
| Németh Krisztián   | MTK             | Liverpool               | 3 700 000 euró     |
| Gera Zoltán        | Ferencvárosi TC | West Bromwich Albion    | 2 200 000 euró     |
| Balogh Norbert     | Debreceni VSC   | Palermo                 | 2 200 000 euró     |
| Bolla Bendegúz     | Fehérvár        | Wolverhampton Wanderers | 2 000 000 euró     |
| Dzsudzsák Balázs   | Debreceni VSC   | PSV Eindhoven           | 2 000 000 euró     |
| Darwin Andrade     | Újpest          | Standard Liége          | 2 000 000 euró     |
| Fernando Gorriarán | Ferencvárosi TC | Club Santos Laguna      | 2 000 000 euró     |
| Mbaye Diagne       | Újpest          | Tiencsin Teda           | 1 900 000 euró     |
| Nagy Ádám          | Ferencvárosi TC | Bologna                 | 1 800 000 euró     |

## Galéria

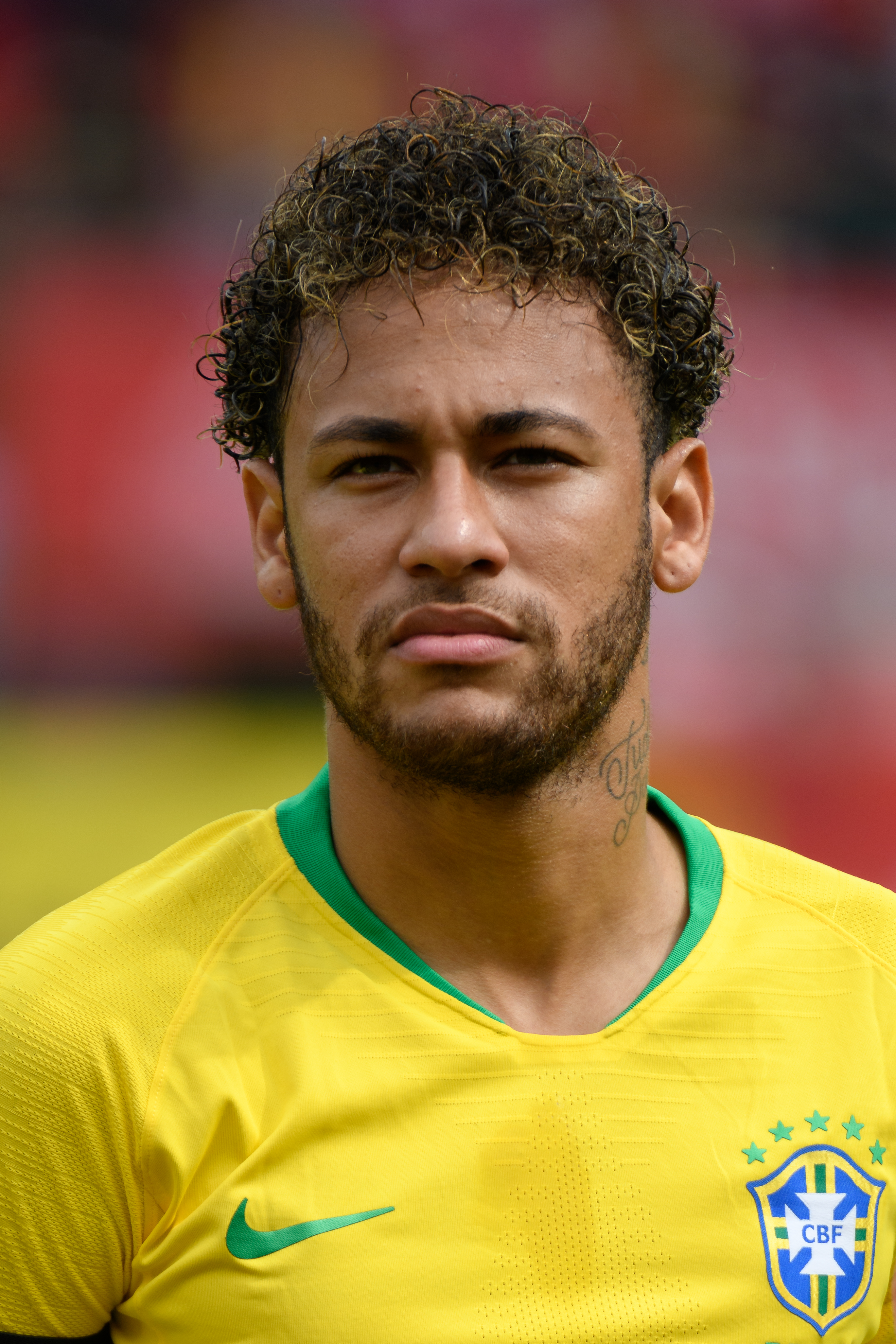
Neymar, a világ legdrágább labdarúgója és egyben a legdrágább, nem európai klubcsapat által megvásárolt játékos
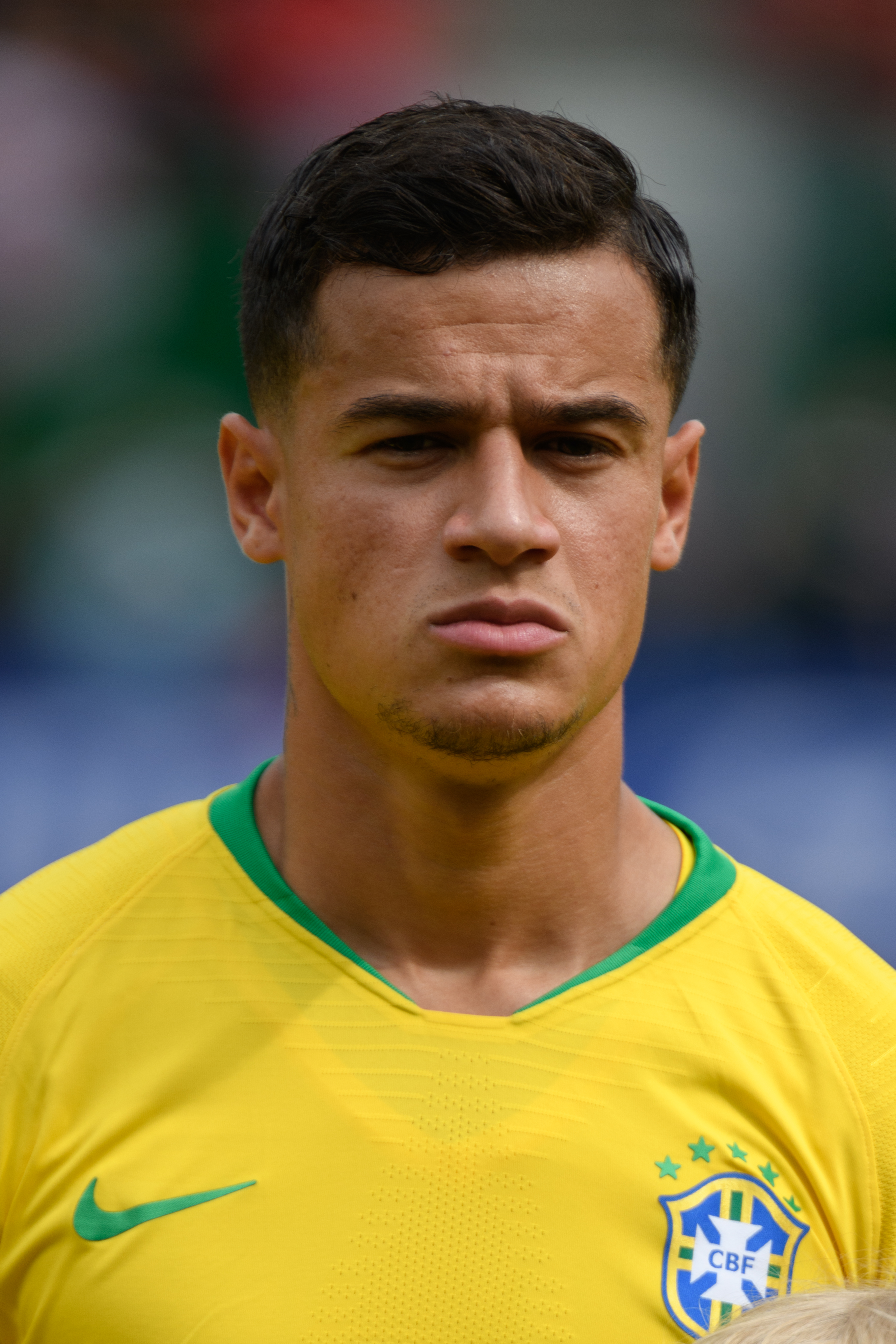
Philippe Coutinho, spanyol klubcsapat által vett legdrágább játékos és egyben a legdrágább középpályás
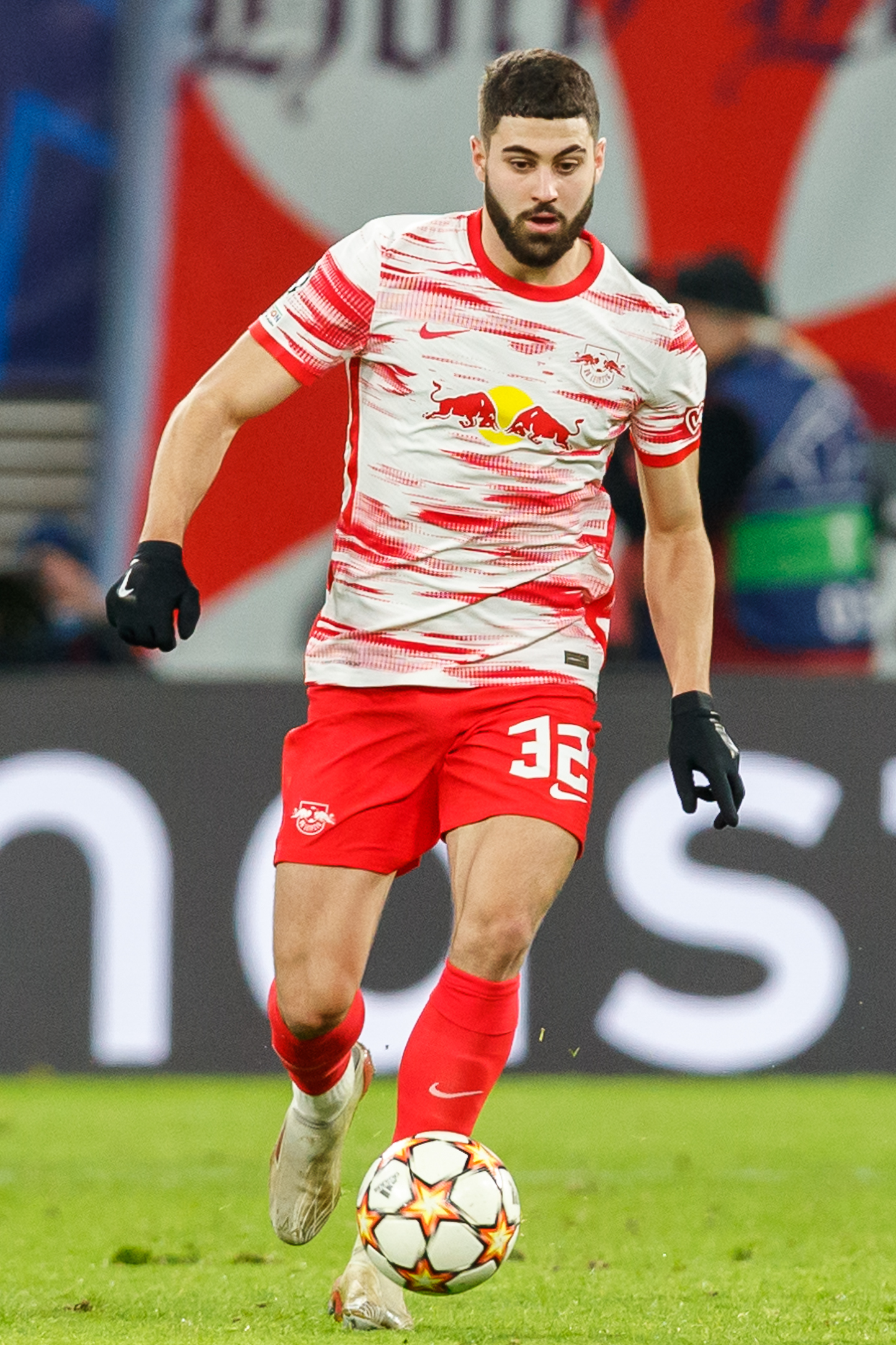
Joško Gvardiol, a legdrágább védő
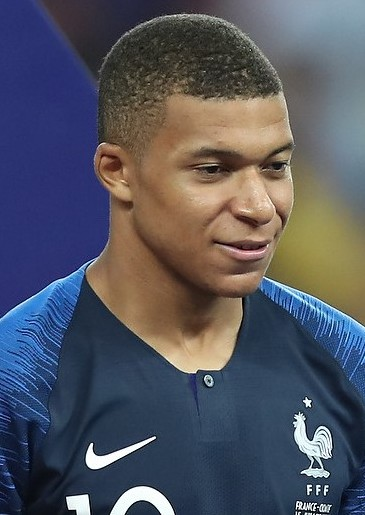
Kylian Mbappé, a legdrágább utánpótláskorú játékos, és a legdrágább európai
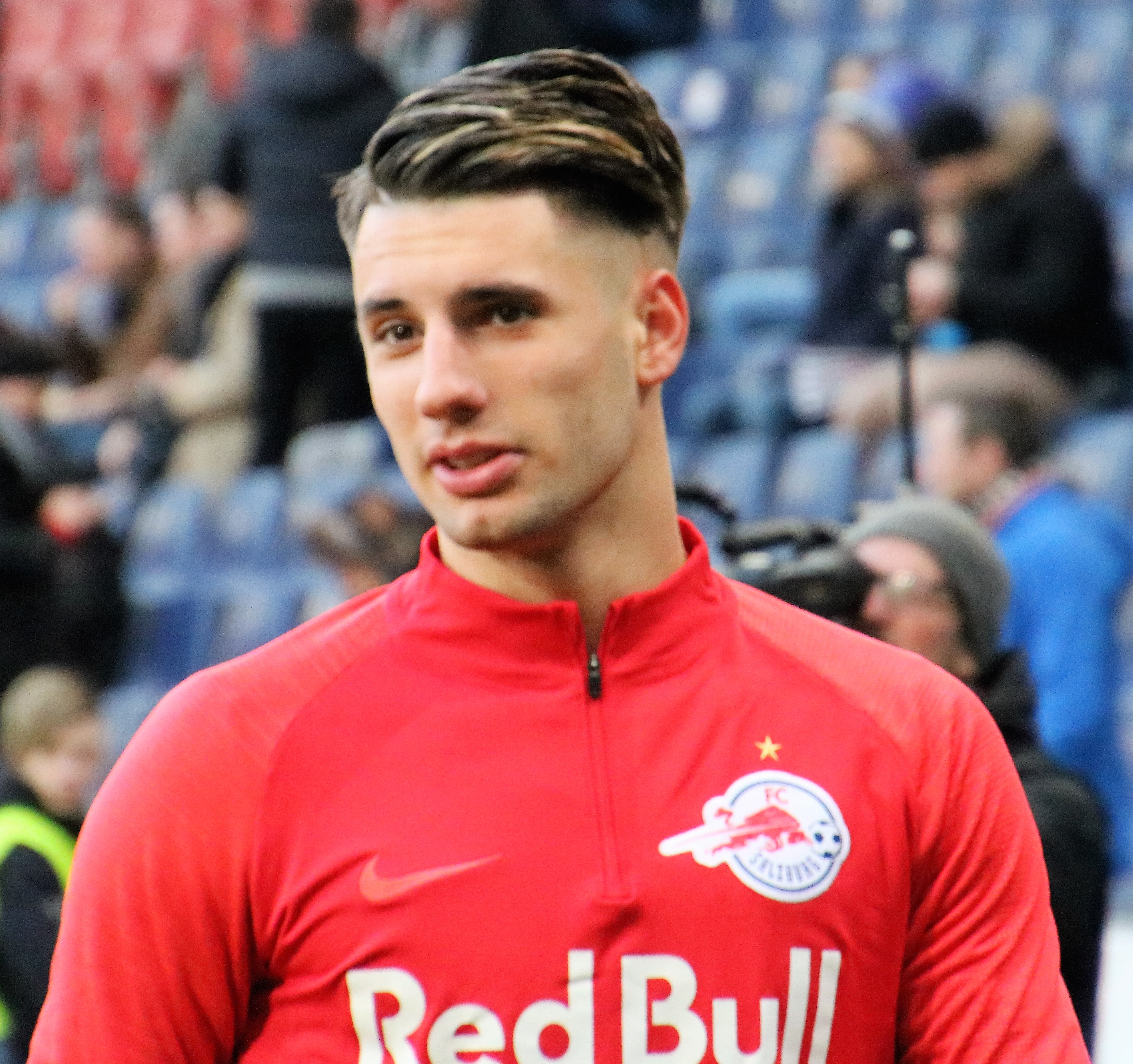
Szoboszlai Dominik a legnagyobb összegért megvásárolt magyar labdarúgó
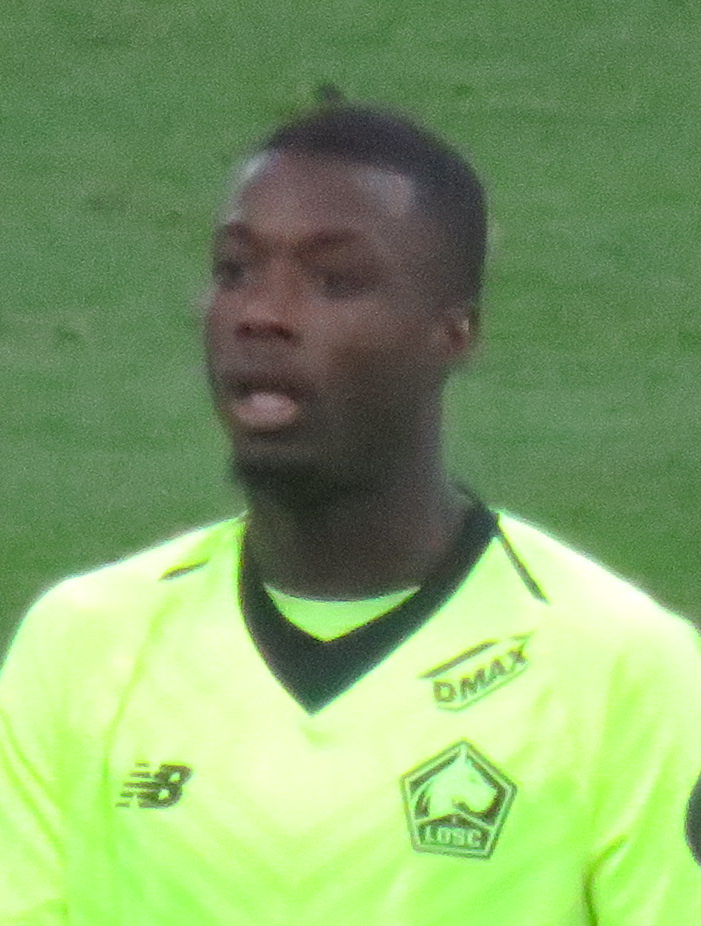
Nicolas Pépé, a legdrágább afrikai játékos
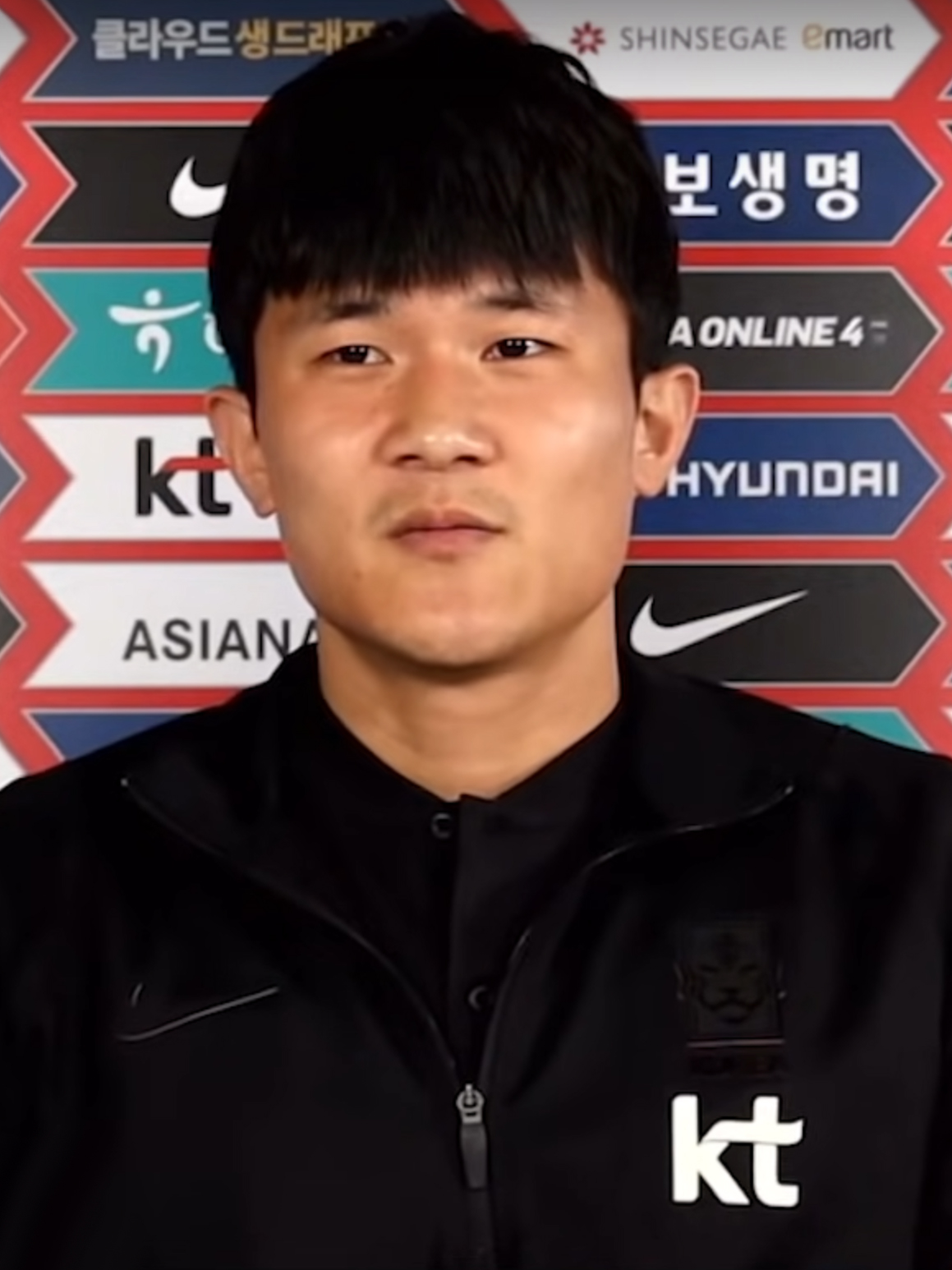
Kim Mindzse, a legdrágább ázsiai játékos

## Fordítás
Ez a szócikk részben vagy egészben  a   List of most expensive association football transfers című angol Wikipédia-szócikk fordításán alapul.  Az eredeti cikk szerkesztőit annak laptörténete sorolja fel. Ez a jelzés csupán a megfogalmazás eredetét és a szerzői jogokat jelzi, nem szolgál a cikkben szereplő információk forrásmegjelöléseként.